# 더 베스트텐
더 베스트텐(일본어: ザ・ベストテン 자 베스토텐[*])은 1978년 1월 19일부터 1989년 9월 28일까지 도쿄방송과 그 계열국에서 방송된 음악순위 프로그램으로 총 603회 방영되었다. 매주 설문조사를 실시하여 각주의 1위부터 10위까지 차지한 가수들을 초청, 가수들의 공연을 선보인 음악 프로그램이었다. 연말에는 더 베스트텐 호화판이라는 송년특집 프로그램을 만들어 연간 베스트10을 선정하였다. 일본의 음악순위 프로그램의 효시로 평가받고 있다.
사회자로는 첫방송부터 마지막회까지 진행한 쿠로야나기 테츠코가 있으며 1985년 TV 아사히로 이적하여 뉴스 스테이션을 진행하기까지 구메 히로시가 있다.

## 역대 사회자
- 초대: 쿠로야나기 테츠코 · 쿠메 히로시 아나운서 (1978.01.19 - 1985.04.25)
- 2대: 쿠로야나기 테츠코 · 코니시 히로유키 (1985.10.03 - 1986.09.25)
- 3대: 쿠로야나기 테츠코 · 마츠시타 켄지 아나운서 (1986.10.02 - 1989.01.05)
- 4대: 쿠로야나기 테츠코 · 와타나베 마사유키 · 카라사와 아키히로 아나운서 (1989.01.12 - 1989.09.28)

## 역대 1위
- 1위 최다 획득 가수는 나카모리 아키나로 (총 69회), 「베스트텐의 여왕」이라는 별칭이 있다. 
2위 최다 획득 가수 또한 나카모리 아키나이다.

### 1978년
| 1월 - 1월 19일 - 핑크 레이디 「UFO」 (방송 개시) - 1월 26일 - 핑크 레이디 「UFO」 2월 - 2월 2일 - 핑크 레이디 「UFO」 (3주 연속) - 2월 9일 - 사이죠 히데키 「ブーツをぬいで朝食を」 - 2월 16일 - 사이죠 히데키 「ブーツをぬいで朝食を」 (2주 연속) - 2월 23일 - 사와다 켄지 「サムライ」 3월 - 3월 2일 - 사와다 켄지 「サムライ」 - 3월 9일 - 사와다 켄지 「サムライ」 - 3월 16일 - 사와다 켄지 「サムライ」 (4주 연속) - 3월 23일 - 캔디즈 「微笑がえし」 - 3월 30일 - 캔디즈 「微笑がえし」 4월 - 4월 6일 - 캔디즈 「微笑がえし」 - 4월 13일 - 캔디즈 「微笑がえし」 (4주 연속) - 4월 20일 - 핑크 레이디 「サウスポー」 - 4월 27일 - 캔디즈 「微笑がえし」 5월 - 5월 4일 - 캔디즈 「微笑がえし」 - 5월 11일 - 캔디즈 「微笑がえし」 (3주 연속, 통산 7주) - 5월 18일 - 핑크 레이디 「サウスポー」 - 5월 25일 - 핑크 레이디 「サウスポー」 (2주 연속, 통산 3주) 6월 - 6월 1일 - 세라 마사노리 & 트위스트 「宿無し」 - 6월 8일 - 세라 마사노리 & 트위스트 「宿無し」 - 6월 15일 - 세라 마사노리 & 트위스트 「宿無し」 (3주 연속) - 6월 22일 - 사와다 켄지 「ダーリング」 - 6월 29일 - 사와다 켄지 「ダーリング」 | 7월 - 7월 6일 - 사와다 켄지 「ダーリング」 - 7월 13일 - 사와다 켄지 「ダーリング」 - 7월 20일 - 사와다 켄지 「ダーリング」 - 7월 27일 - 사와다 켄지 「ダーリング」 8월 - 8월 3일 - 사와다 켄지 「ダーリング」 (7주 연속) - 8월 10일 - 고 히로미·키키 키린 「林檎殺人事件」 - 8월 17일 - 고 히로미·키키 키린 「林檎殺人事件」 - 8월 24일 - 고 히로미·키키 키린 「林檎殺人事件」 - 8월 31일 - 고 히로미·키키 키린 「林檎殺人事件」 (4주 연속) 9월 - 9월 7일 - 세라 마사노리 & 트위스트 「銃爪」 - 9월 14일 - 세라 마사노리 & 트위스트 「銃爪」 - 9월 21일 - 세라 마사노리 & 트위스트 「銃爪」 - 9월 28일 - 세라 마사노리 & 트위스트 「銃爪」 10월 - 10월 5일 - 세라 마사노리 & 트위스트 「銃爪」 - 10월 12일 - 세라 마사노리 & 트위스트 「銃爪」 - 10월 19일 - 세라 마사노리 & 트위스트 「銃爪」 - 10월 26일 - 세라 마사노리 & 트위스트 「銃爪」 11월 - 11월 2일 - 세라 마사노리 & 트위스트 「銃爪」 - 11월 9일 - 세라 마사노리 & 트위스트 「銃爪」 (10주 연속) - 11월 16일 - 마츠야마 치하루 「季節の中で」 - 11월 23일 - 마츠야마 치하루 「季節の中で」 - 11월 30일 - 마츠야마 치하루 「季節の中で」 12월 - 12월 7일 - 마츠야마 치하루 「季節の中で」 - 12월 14일 - 마츠야마 치하루 「季節の中で」 - 12월 21일 - 마츠야마 치하루 「季節の中で」 - 12월 28일 - 마츠야마 치하루 「季節の中で」 (7주 연속) |

### 1979년
| 1월 - 1월 11일 - 야마구치 모모에 「いい日旅立ち」 - 1월 18일 - 야마구치 모모에 「いい日旅立ち」 (2주 연속) - 1월 25일 - 트위스트 「性」 2월 - 2월 1일 - 트위스트 「性」 (2주 연속) - 2월 8일 - 아리스 「チャンピオン」 - 2월 15일 - 아리스 「チャンピオン」 - 2월 22일 - 아리스 「チャンピオン」 3월 - 3월 1일 - 아리스 「チャンピオン」 (4주 연속) - 3월 8일 - 사와다 켄지 「カサブランカ・ダンディ」 - 3월 15일 - 사이죠 히데키 「YOUNG MAN (Y.M.C.A.)」 - 3월 22일 - 사이죠 히데키 「YOUNG MAN (Y.M.C.A.)」 - 3월 29일 - 사이죠 히데키 「YOUNG MAN (Y.M.C.A.)」 4월 - 4월 5일 - 사이죠 히데키 「YOUNG MAN (Y.M.C.A.)」 - 4월 12일 - 사이죠 히데키 「YOUNG MAN (Y.M.C.A.)」 - 4월 19일 - 사이죠 히데키 「YOUNG MAN (Y.M.C.A.)」 - 4월 26일 - 사이죠 히데키 「YOUNG MAN (Y.M.C.A.)」 5월 - 5월 3일 - 사이죠 히데키 「YOUNG MAN (Y.M.C.A.)」 - 5월 10일 - 사이죠 히데키 「YOUNG MAN (Y.M.C.A.)」 (9주 연속) - 5월 17일 - 트위스트 「燃えろいい女」 - 5월 24일 - 트위스트 「燃えろいい女」 - 5월 31일 - 트위스트 「燃えろいい女」 (3주 연속) 6월 - 6월 7일 - 사잔 오루 스타즈 「いとしのエリー」 - 6월 14일 - 사잔 오루 스타즈 「いとしのエリー」 - 6월 21일 - 사잔 오루 스타즈 「いとしのエリー」 - 6월 28일 - 사잔 오루 스타즈 「いとしのエリー」 | 7월 - 7월 5일 - 사잔 오루 스타즈 「いとしのエリー」 - 7월 12일 - 사잔 오루 스타즈 「いとしのエリー」 - 7월 19일 - 사잔 오루 스타즈 「いとしのエリー」 (7주 연속) - 7월 26일 - 미즈타니 유타카 「カリフォルニア・コネクション」 8월 - 8월 2일 - 미즈타니 유타카 「カリフォルニア・コネクション」 - 8월 9일 - 미즈타니 유타카 「カリフォルニア・コネクション」 - 8월 16일 - 미즈타니 유타카 「カリフォルニア・コネクション」 (4주 연속) - 8월 23일 - 고다이고 「銀河鉄道999」 - 8월 30일 - 고다이고 「銀河鉄道999」 9월 - 9월 6일 - 고다이고 「銀河鉄道999」 - 9월 13일 - 고다이고 「銀河鉄道999」 - 9월 20일 - 고다이고 「銀河鉄道999」 - 9월 27일 - 고다이고 「銀河鉄道999」 10월 - 10월 4일 - 고다이고 「銀河鉄道999」 (7주 연속) - 10월 11일 - 쿠와나 마사히로 「セクシャルバイオレットNo.1」 - 10월 18일 - 사이죠 히데키 「勇気があれば」 - 10월 25일 - 사이죠 히데키 「勇気があれば」 (2주 연속) 11월 - 11월 1일 - 야마구치 모모에 「しなやかに歌って」 - 11월 8일 - 쿠와나 마사히로 「セクシャルバイオレットNo.1」 (통산 2주) - 11월 15일 - 고 히로미 「マイレディー」 - 11월 22일 - 고 히로미 「マイレディー」 - 11월 29일 - 고 히로미 「マイレディー」 12월 - 12월 6일 - 고 히로미 「マイレディー」 - 12월 13일 - 고 히로미 「マイレディー」 (5주 연속) - 12월 20일 - 이츠키 히로시 「おまえとふたり」 - 12월 27일 - 쿠보타 사키 「異邦人」 |

### 1980년
| 1월 - 1월 10일 - 쿠보타 사키 「異邦人」 - 1월 17일 - 쿠보타 사키 「異邦人」 (3주 연속) - 1월 24일 - 이츠키 히로시 「おまえとふたり」 (통산 2주) - 1월 31일 - 크리스탈킹 「大都会」 2월 - 2월 7일 - 크리스탈킹 「大都会」 - 2월 14일 - 크리스탈킹 「大都会」 - 2월 21일 - 크리스탈킹 「大都会」 - 2월 28일 - 크리스탈킹 「大都会」 3월 - 3월 6일 - 크리스탈킹 「大都会」 - 3월 13일 - 크리스탈킹 「大都会」 - 3월 20일 - 크리스탈킹 「大都会」 (8주 연속) - 3월 27일 - 카이엔타이 「贈る言葉」 4월 - 4월 3일 - 카이엔타이 「贈る言葉」 - 4월 10일 - 카이엔타이 「贈る言葉」 - 4월 17일 - 카이엔타이 「贈る言葉」 - 4월 24일 - 카이엔타이 「贈る言葉」 5월 - 5월 1일 - 카이엔타이 「贈る言葉」 (6주 연속) - 5월 8일 - 야마구치 모모에 「謝肉祭」 - 5월 15일 - 야마구치 모모에 「謝肉祭」 (2주 연속) - 5월 22일 - 크리스탈킹 「蜃気楼」 - 5월 29일 - 야마구치 모모에 「謝肉祭」 (통산 3주) 6월 - 6월 5일 - 크리스탈킹 「蜃気楼」 - 6월 12일 - 크리스탈킹 「蜃気楼」 - 6월 19일 - 크리스탈킹 「蜃気楼」 (3주 연속, 통산 4주) - 6월 26일 - 몬타 & 브라더스 「ダンシング・オールナイト」 | 7월 - 7월 3일 - 몬타 & 브라더스 「ダンシング・オールナイト」 (2주 연속) - 7월 10일 - 야마구치 모모에 「ロックンロール・ウィドウ」 - 7월 17일 - 야마구치 모모에 「ロックンロール・ウィドウ」 (2주 연속) - 7월 24일 - 몬타 & 브라더스 「ダンシング・オールナイト」 - 7월 31일 - 몬타 & 브라더스 「ダンシング・オールナイト」 8월 - 8월 7일 - 몬타 & 브라더스 「ダンシング・オールナイト」 - 8월 14일 - 몬타 & 브라더스 「ダンシング・オールナイト」 - 8월 21일 - 몬타 & 브라더스 「ダンシング・オールナイト」 (5주 연속, 통산 7주) - 8월 28일 - 타하라 토시히코 「哀愁でいと」 9월 - 9월 4일 - 타하라 토시히코 「哀愁でいと」 - 9월 11일 - 타하라 토시히코 「哀愁でいと」 (3주 연속) - 9월 18일 - 마츠다 세이코 「青い珊瑚礁」 - 9월 25일 - 마츠다 세이코 「青い珊瑚礁」 10월 - 10월 2일 - 마츠다 세이코 「青い珊瑚礁」 (3주 연속) - 10월 9일 - 야가미 준코 「パープルタウン」 - 10월 16일 - 야가미 준코 「パープルタウン」 (2주 연속) - 10월 23일 - 타하라 토시히코 「ハッとして!Good」 - 10월 30일 - 타하라 토시히코 「ハッとして!Good」 11월 - 11월 6일 - 타하라 토시히코 「ハッとして!Good」 - 11월 13일 - 타하라 토시히코 「ハッとして!Good」 (4주 연속) - 11월 20일 - 마츠다 세이코 「風は秋色」 - 11월 27일 - 마츠다 세이코 「風は秋色」 12월 - 12월 4일 - 마츠다 세이코 「風は秋色」 - 12월 11일 - 마츠다 세이코 「風は秋色」 (4주 연속) - 12월 18일 - 이츠와 마유미 「恋人よ」 - 12월 25일 - 이츠와 마유미 「恋人よ」 |

### 1981년
| 1월 - 1월 8일 - 이츠와 마유미 「恋人よ」 (3주 연속) - 1월 15일 - 콘도 마사히코 「スニーカーぶる〜す」 - 1월 22일 - 콘도 마사히코 「スニーカーぶる〜す」 - 1월 29일 - 콘도 마사히코 「スニーカーぶる〜す」 2월 - 2월 5일 - 콘도 마사히코 「スニーカーぶる〜す」 (4주 연속) - 2월 12일 - 타하라 토시히코 「恋＝Do!」 - 2월 19일 - 타하라 토시히코 「恋＝Do!」 (2주 연속) - 2월 26일 - 마츠다 세이코 「チェリーブラッサム」 3월 - 3월 5일 - 마츠다 세이코 「チェリーブラッサム」 (2주 연속) - 3월 12일 - 랫츠 & 스타 「街角トワイライト」 - 3월 19일 - 랫츠 & 스타 「街角トワイライト」 - 3월 26일 - 랫츠 & 스타 「街角トワイライト」 4월 - 4월 2일 - 랫츠 & 스타 「街角トワイライト」 (4주 연속) - 4월 9일 - 테라오 아키라 「ルビーの指環」 - 4월 16일 - 테라오 아키라 「ルビーの指環」 - 4월 23일 - 테라오 아키라 「ルビーの指環」 - 4월 30일 - 테라오 아키라 「ルビーの指環」 5월 - 5월 7일 - 테라오 아키라 「ルビーの指環」 - 5월 14일 - 테라오 아키라 「ルビーの指環」 - 5월 21일 - 테라오 아키라 「ルビーの指環」 - 5월 28일 - 테라오 아키라 「ルビーの指環」 6월 - 6월 4일 - 테라오 아키라 「ルビーの指環」 - 6월 11일 - 테라오 아키라 「ルビーの指環」 - 6월 18일 - 테라오 아키라 「ルビーの指環」 - 6월 25일 - 테라오 아키라 「ルビーの指環」 (12주 연속) | 7월 - 7월 2일 - 마츠야마 치하루 「長い夜」 - 7월 9일 - 마츠야마 치하루 「長い夜」 - 7월 16일 - 마츠야마 치하루 「長い夜」 (3주 연속) - 7월 23일 - 콘도 마사히코 「ブルージーンズメモリー」 - 7월 30일 - 콘도 마사히코 「ブルージーンズメモリー」 (2주 연속) 8월 - 8월 6일 - 마츠야마 치하루 「長い夜」 (통산 4주) - 8월 13일 - 마츠다 세이코 「白いパラソル」 - 8월 20일 - 마츠다 세이코 「白いパラソル」 - 8월 27일 - 마츠다 세이코 「白いパラソル」 9월 - 9월 3일 - 마츠다 세이코 「白いパラソル」 (4주 연속) - 9월 10일 - 이모킨 트리오 「ハイスクールララバイ」 - 9월 17일 - 이모킨 트리오 「ハイスクールララバイ」 - 9월 24일 - 이모킨 트리오 「ハイスクールララバイ」 10월 - 10월 1일 - 이모킨 트리오 「ハイスクールララバイ」 - 10월 8일 - 이모킨 트리오 「ハイスクールララバイ」 - 10월 15일 - 이모킨 트리오 「ハイスクールララバイ」 - 10월 22일 - 이모킨 트리오 「ハイスクールララバイ」 - 10월 29일 - 이모킨 트리오 「ハイスクールララバイ」 (8주 연속) 11월 - 11월 5일 - 콘도 마사히코 「ギンギラギンにさりげなく」 - 11월 12일 - 콘도 마사히코 「ギンギラギンにさりげなく」 - 11월 19일 - 콘도 마사히코 「ギンギラギンにさりげなく」 - 11월 26일 - 콘도 마사히코 「ギンギラギンにさりげなく」 12월 - 12월 3일 - 콘도 마사히코 「ギンギラギンにさりげなく」 - 12월 10일 - 콘도 마사히코 「ギンギラギンにさりげなく」 - 12월 17일 - 콘도 마사히코 「ギンギラギンにさりげなく」 - 12월 24일 - 콘도 마사히코 「ギンギラギンにさりげなく」 |

### 1982년
| 1월 - 1월 7일 - 콘도 마사히코 「ギンギラギンにさりげなく」 (9주 연속) - 1월 14일 - 야쿠시마루 히로코 「セーラー服と機関銃」 - 1월 21일 - 야쿠시마루 히로코 「セーラー服と機関銃」 - 1월 28일 - 야쿠시마루 히로코 「セーラー服と機関銃」 (3주 연속) 2월 - 2월 4일 - 콘도 마사히코 「情熱☆熱風☽せれなーで」 - 2월 11일 - 콘도 마사히코 「情熱☆熱風☽せれなーで」 - 2월 18일 - 콘도 마사히코 「情熱☆熱風☽せれなーで」 (3주 연속) - 2월 25일 - 마츠다 세이코 「赤いスイートピー」 3월 - 3월 4일 - 콘도 마사히코 「情熱☆熱風☽せれなーで」 (통산 4주) - 3월 11일 - 나카무라 마사토시 「心の色」 - 3월 18일 - 나카무라 마사토시 「心の色」 - 3월 25일 - 나카무라 마사토시 「心の色」 4월 - 4월 1일 - 나카무라 마사토시 「心の色」 - 4월 8일 - 나카무라 마사토시 「心の色」 (5주 연속) - 4월 15일 - 사잔 오루 스타즈 「チャコの海岸物語」 - 4월 22일 - 사잔 오루 스타즈 「チャコの海岸物語」 (2주 연속) - 4월 29일 - 콘도 마사히코 「ふられてBANZAI」 5월 - 5월 6일 - 콘도 마사히코 「ふられてBANZAI」 - 5월 13일 - 콘도 마사히코 「ふられてBANZAI」 (3주 연속) - 5월 20일 - 마츠다 세이코 「渚のバルコニー」 - 5월 27일 - 마츠다 세이코 「渚のバルコニー」 6월 - 6월 3일 - 마츠다 세이코 「渚のバルコニー」 (3주 연속) - 6월 10일 - 타하라 토시히코 「原宿キッス」 - 6월 17일 - 마츠다 세이코 「渚のバルコニー」 (통산 4주) - 6월 24일 - 이와사키 히로미 「聖母たちのララバイ」 | 7월 - 7월 1일 - 이와사키 히로미 「聖母たちのララバイ」 - 7월 8일 - 이와사키 히로미 「聖母たちのララバイ」 - 7월 15일 - 이와사키 히로미 「聖母たちのララバイ」 - 7월 22일 - 이와사키 히로미 「聖母たちのララバイ」 (5주 연속) - 7월 29일 - 콘도 마사히코 「ハイティーン・ブギ」 8월 - 8월 5일 - 콘도 마사히코 「ハイティーン・ブギ」 - 8월 12일 - 콘도 마사히코 「ハイティーン・ブギ」 - 8월 19일 - 콘도 마사히코 「ハイティーン・ブギ」 (4주 연속) - 8월 26일 - 마츠다 세이코 「小麦色のマーメイド」 9월 - 9월 2일 - 타하라 토시히코 「NINJIN娘」 - 9월 9일 - 타하라 토시히코 「NINJIN娘」 - 9월 16일 - 타하라 토시히코 「NINJIN娘」 (3주 연속) - 9월 23일 - 아밍 「待つわ」 - 9월 30일 - 아밍 「待つわ」 10월 - 10월 7일 - 아밍 「待つわ」 - 10월 14일 - 아밍 「待つわ」 (4주 연속) - 10월 21일 - 잇푸도 「すみれ September Love」 - 10월 28일 - 콘도 마사히코 「ホレたぜ!乾杯」 11월 - 11월 4일 - 콘도 마사히코 「ホレたぜ!乾杯」 (2주 연속) - 11월 11일 - 타하라 토시히코 「誘惑スレスレ」 - 11월 18일 - 와타나베 토오루 「約束」 - 11월 25일 - 와타나베 토오루 「約束」 12월 - 12월 2일 - 와타나베 토오루 「約束」 - 12월 9일 - 와타나베 토오루 「約束」 (4주 연속) - 12월 16일 - 나카모리 아키나 「セカンド・ラブ」 - 12월 23일 - 나카모리 아키나 「セカンド・ラブ」 - 12월 30일 - 나카모리 아키나 「セカンド・ラブ」 |

### 1983년
| 1월 - 1월 6일 - 나카모리 아키나 「セカンド・ラブ」 - 1월 13일 - 나카모리 아키나 「セカンド・ラブ」 - 1월 20일 - 나카모리 아키나 「セカンド・ラブ」 - 1월 27일 - 나카모리 아키나 「セカンド・ラブ」 2월 - 2월 3일 - 나카모리 아키나 「セカンド・ラブ」 (8주 연속) - 2월 10일 - 콘도 마사히코 「ミッドナイト・ステーション」 - 2월 17일 - 콘도 마사히코 「ミッドナイト・ステーション」 (2주 연속) - 2월 24일 - 마츠다 세이코 「秘密の花園」 3월 - 3월 3일 - 마츠다 세이코 「秘密の花園」 - 3월 10일 - 마츠다 세이코 「秘密の花園」 (3주 연속) - 3월 17일 - 타하라 토시히코 「ピエロ」 - 3월 24일 - 나카모리 아키나 「1/2の神話」 - 3월 31일 - 나카모리 아키나 「1/2の神話」 4월 - 4월 7일 - 나카모리 아키나 「1/2の神話」 - 4월 14일 - 나카모리 아키나 「1/2の神話」 - 4월 21일 - 나카모리 아키나 「1/2の神話」 - 4월 28일 - 나카모리 아키나 「1/2の神話」 5월 - 5월 5일 - 나카모리 아키나 「1/2の神話」 (7주 연속) - 5월 12일 - 랫츠 & 스타 「め組のひと」 - 5월 19일 - 마츠다 세이코 「天国のキッス」 - 5월 26일 - 랫츠 & 스타 「め組のひと」 6월 - 6월 2일 - 랫츠 & 스타 「め組のひと」 (2주 연속, 통산 3주) - 6월 9일 - 콘도 마사히코 「真夏の一秒」 - 6월 16일 - 랫츠 & 스타 「め組のひと」 - 6월 23일 - 랫츠 & 스타 「め組のひと」 (2주 연속, 통산 5주) - 6월 30일 - 나카모리 아키나 「トワイライト -夕暮れ便り-」 | 7월 - 7월 7일 - 나카모리 아키나 「トワイライト -夕暮れ便り-」 (2주 연속) - 7월 14일 - 야쿠시마루 히로코 「探偵物語」 - 7월 21일 - 야쿠시마루 히로코 「探偵物語」 - 7월 28일 - 야쿠시마루 히로코 「探偵物語」 8월 - 8월 4일 - 야쿠시마루 히로코 「探偵物語」 (4주 연속) - 8월 11일 - 콘도 마사히코 「ためいきロ・カ・ビ・リー」 - 8월 18일 - 콘도 마사히코 「ためいきロ・カ・ビ・リー」 - 8월 25일 - 콘도 마사히코 「ためいきロ・カ・ビ・リー」 (3주 연속) 9월 - 9월 1일 - 마츠다 세이코 「ガラスの林檎」 - 9월 8일 - 마츠다 세이코 「ガラスの林檎」 (2주 연속) - 9월 15일 - 타하라 토시히코 「さらば‥夏」 - 9월 22일 - 타하라 토시히코 「さらば‥夏」 (2주 연속) - 9월 29일 - 나카모리 아키나 「禁区」 10월 - 10월 6일 - 나카모리 아키나 「禁区」 - 10월 13일 - 나카모리 아키나 「禁区」 - 10월 20일 - 나카모리 아키나 「禁区」 - 10월 27일 - 나카모리 아키나 「禁区」 11월 - 11월 3일 - 나카모리 아키나 「禁区」 (6주 연속) - 11월 10일 - 안리 「CAT'S EYE」 - 11월 17일 - 나카모리 아키나 「禁区」 (통산 7주) - 11월 24일 - 마츠다 세이코 「瞳はダイアモンド」 12월 - 12월 1일 - 마츠다 세이코 「瞳はダイアモンド」 - 12월 8일 - 마츠다 세이코 「瞳はダイアモンド」 - 12월 15일 - 마츠다 세이코 「瞳はダイアモンド」 - 12월 22일 - 마츠다 세이코 「瞳はダイアモンド」 - 12월 29일 - 마츠다 세이코 「瞳はダイアモンド」 |

### 1984년
| 1월 - 1월 5일 - 마츠다 세이코 「瞳はダイアモンド」 - 1월 12일 - 마츠다 세이코 「瞳はダイアモンド」 (8주 연속) - 1월 19일 - 나카모리 아키나 「北ウイング」 - 1월 26일 - 나카모리 아키나 「北ウイング」 2월 - 2월 2일 - 나카모리 아키나 「北ウイング」 - 2월 9일 - 나카모리 아키나 「北ウイング」 - 2월 16일 - 나카모리 아키나 「北ウイング」 (5주 연속) - 2월 23일 - 와라베 「もしも明日が…。」 3월 - 3월 1일 - 마츠다 세이코 「Rock'n Rouge」 - 3월 8일 - 마츠다 세이코 「Rock'n Rouge」 (2주 연속) - 3월 15일 - THE ALFEE 「星空のディスタンス」 - 3월 22일 - 마츠다 세이코 「Rock'n Rouge」 (통산 3주) - 3월 29일 - 체커즈 「涙のリクエスト」 4월 - 4월 5일 - 체커즈 「涙のリクエスト」 - 4월 12일 - 체커즈 「涙のリクエスト」 - 4월 19일 - 체커즈 「涙のリクエスト」 - 4월 26일 - 체커즈 「涙のリクエスト」 5월 - 5월 3일 - 체커즈 「涙のリクエスト」 - 5월 10일 - 체커즈 「涙のリクエスト」 (7주 연속) - 5월 17일 - 나카모리 아키나 「サザン・ウインド」 - 5월 24일 - 나카모리 아키나 「サザン・ウインド」 (2주 연속) - 5월 31일 - 체커즈 「哀しくてジェラシー」 6월 - 6월 7일 - 체커즈 「哀しくてジェラシー」 - 6월 14일 - 체커즈 「哀しくてジェラシー」 - 6월 21일 - 체커즈 「哀しくてジェラシー」 - 6월 28일 - 체커즈 「哀しくてジェラシー」 (5주 연속) | 7월 - 7월 5일 - 콘도 마사히코 「ケジメなさい」 - 7월 12일 - 콘도 마사히코 「ケジメなさい」 - 7월 19일 - 콘도 마사히코 「ケジメなさい」 - 7월 26일 - 콘도 마사히코 「ケジメなさい」 (4주 연속) 8월 - 8월 2일 - 코이즈미 쿄코 「迷宮のアンドローラ」 - 8월 9일 - 코이즈미 쿄코 「迷宮のアンドローラ」 (2주 연속) - 8월 16일 - 나카모리 아키나 「十戒 (1984)」 - 8월 23일 - 나카모리 아키나 「十戒 (1984)」 - 8월 30일 - 나카모리 아키나 「十戒 (1984)」 9월 - 9월 6일 - 나카모리 아키나 「十戒 (1984)」 - 9월 13일 - 나카모리 아키나 「十戒 (1984)」 (5주 연속) - 9월 20일 - 체커즈 「星屑のステージ」 - 9월 27일 - 체커즈 「星屑のステージ」 10월 - 10월 4일 - 체커즈 「星屑のステージ」 - 10월 11일 - 체커즈 「星屑のステージ」 - 10월 18일 - 체커즈 「星屑のステージ」 - 10월 25일 - 체커즈 「星屑のステージ」 11월 - 11월 1일 - 체커즈 「星屑のステージ」 (7주 연속) - 11월 8일 - THE ALFEE 「恋人達のペイヴメント」 - 11월 15일 - THE ALFEE 「恋人達のペイヴメント」 (2주 연속) - 11월 22일 - 코이즈미 쿄코 「ヤマトナデシコ七変化」 - 11월 29일 - THE ALFEE 「恋人達のペイヴメント」 (통산 3주) 12월 - 12월 6일 - 체커즈 「ジュリアに傷心」 - 12월 13일 - 나카모리 아키나 「飾りじゃないのよ涙は」 - 12월 20일 - 체커즈 「ジュリアに傷心」 - 12월 27일 - 체커즈 「ジュリアに傷心」 |

### 1985년
| 1월 - 1월 10일 - 체커즈 「ジュリアに傷心」 - 1월 17일 - 체커즈 「ジュリアに傷心」 - 1월 24일 - 체커즈 「ジュリアに傷心」 - 1월 31일 - 체커즈 「ジュリアに傷心」 2월 - 2월 7일 - 체커즈 「ジュリアに傷心」 (7주 연속, 통산 8주) - 2월 14일 - 킷카와 코지 「You Gotta Chance 〜ダンスで夏を抱きしめて〜」 - 2월 21일 - 킷카와 코지 「You Gotta Chance 〜ダンスで夏を抱きしめて〜」 (2주 연속) - 2월 28일 - 안전지대 「熱視線」 3월 - 3월 7일 - 마츠다 세이코 「天使のウィンク」 - 3월 14일 - 마츠다 세이코 「天使のウィンク」 (2주 연속) - 3월 21일 - THE ALFEE 「シンデレラは眠れない」 - 3월 28일 - THE ALFEE 「シンデレラは眠れない」 (2주 연속) 4월 - 4월 4일 - C-C-B 「Romanticが止まらない」 - 4월 11일 - 나카모리 아키나 「ミ・アモーレ〔Meu amor é･･･〕」 - 4월 18일 - 체커즈 「あの娘とスキャンダル」 - 4월 25일 - 체커즈 「あの娘とスキャンダル」 5월 - 5월 2일 - 체커즈 「あの娘とスキャンダル」 - 5월 9일 - 체커즈 「あの娘とスキャンダル」 - 5월 16일 - 체커즈 「あの娘とスキャンダル」 - 5월 23일 - 체커즈 「あの娘とスキャンダル」 (6주 연속) - 5월 30일 - 킷카와 코지 「にくまれそうなNEWフェイス」 6월 - 6월 6일 - 스기야마 키요타카 & 오메가 트라이브 「ふたりの夏物語」 - 6월 13일 - 마츠다 세이코 「ボーイの季節」 - 6월 20일 - 마츠다 세이코 「ボーイの季節」 (2주 연속) - 6월 27일 - 콘도 마사히코 「夢絆」 | 7월 - 7월 4일 - 사잔 오루 스타즈 「Bye Bye My Love」 - 7월 11일 - 사잔 오루 스타즈 「Bye Bye My Love」 - 7월 18일 - 사잔 오루 스타즈 「Bye Bye My Love」 (3주 연속) - 7월 25일 - 체커즈 「俺たちのロカビリーナイト」 8월 - 8월 1일 - 체커즈 「俺たちのロカビリーナイト」 - 8월 8일 - 체커즈 「俺たちのロカビリーナイト」 - 8월 15일 - 체커즈 「俺たちのロカビリーナイト」 (4주 연속) - 8월 22일 - 안전지대 「悲しみにさよなら」 - 8월 29일 - 안전지대 「悲しみにさよなら」 9월 - 9월 5일 - 안전지대 「悲しみにさよなら」 - 9월 12일 - 안전지대 「悲しみにさよなら」 - 9월 19일 - 안전지대 「悲しみにさよなら」 - 9월 26일 - 안전지대 「悲しみにさよなら」 (6주 연속) 10월 - 10월 3일 - 사잔 오루 스타즈 「メロディ」 - 10월 10일 - 사잔 오루 스타즈 「メロディ」 (2주 연속) - 10월 17일 - C-C-B 「Lucky Chanceをもう一度」 - 10월 24일 - 안전지대 「碧い瞳のエリス」 - 10월 31일 - 안전지대 「碧い瞳のエリス」 11월 - 11월 7일 - 안전지대 「碧い瞳のエリス」 - 11월 14일 - 안전지대 「碧い瞳のエリス」 - 11월 21일 - 안전지대 「碧い瞳のエリス」 (5주 연속) - 11월 28일 - 체커즈 「神様ヘルプ!」 12월 - 12월 5일 - 코바야시 아키코 「恋におちて -Fall in love-」 - 12월 12일 - 코바야시 아키코 「恋におちて -Fall in love-」 - 12월 19일 - 코바야시 아키코 「恋におちて -Fall in love-」 (3주 연속) - 12월 26일 - 코이즈미 쿄코 「なんてったってアイドル」 |

### 1986년
| 1월 - 1월 9일 - 소년대 「仮面舞踏会」 - 1월 16일 - 소년대 「仮面舞踏会」 - 1월 23일 - 소년대 「仮面舞踏会」 - 1월 30일 - 소년대 「仮面舞踏会」 2월 - 2월 6일 - 소년대 「仮面舞踏会」 - 2월 13일 - 소년대 「仮面舞踏会」 (6주 연속) - 2월 20일 - 나카모리 아키나 「DESIRE -情熱-」 - 2월 27일 - 나카모리 아키나 「DESIRE -情熱-」 3월 - 3월 6일 - 나카모리 아키나 「DESIRE -情熱-」 - 3월 13일 - 나카모리 아키나 「DESIRE -情熱-」 - 3월 20일 - 나카모리 아키나 「DESIRE -情熱-」 - 3월 27일 - 나카모리 아키나 「DESIRE -情熱-」 4월 - 4월 3일 - 나카모리 아키나 「DESIRE -情熱-」 (7주 연속) - 4월 10일 - 소년대 「デカメロン伝説」 - 4월 17일 - 소년대 「デカメロン伝説」 - 4월 24일 - 소년대 「デカメロン伝説」 5월 - 5월 1일 - 소년대 「デカメロン伝説」 - 5월 8일 - 소년대 「デカメロン伝説」 (5주 연속) - 5월 15일 - KUWATA BAND 「BAN BAN BAN」 - 5월 22일 - KUWATA BAND 「BAN BAN BAN」 - 5월 29일 - KUWATA BAND 「BAN BAN BAN」 6월 - 6월 5일 - KUWATA BAND 「BAN BAN BAN」 - 6월 12일 - KUWATA BAND 「BAN BAN BAN」 (5주 연속) - 6월 19일 - 나카모리 아키나 「ジプシー・クイーン」 - 6월 26일 - 나카모리 아키나 「ジプシー・クイーン」 (2주 연속) | 7월 - 7월 3일 - 체커즈 「Song for U.S.A.」 - 7월 10일 - 나카모리 아키나 「ジプシー・クイーン」 (통산 3주) - 7월 17일 - TUBE 「シーズン・イン・ザ・サン」 - 7월 24일 - 소년대 「ダイヤモンド・アイズ」 - 7월 31일 - KUWATA BAND 「スキップ・ビート」 8월 - 8월 7일 - KUWATA BAND 「スキップ・ビート」 - 8월 14일 - KUWATA BAND 「スキップ・ビート」 - 8월 21일 - KUWATA BAND 「スキップ・ビート」 - 8월 28일 - KUWATA BAND 「スキップ・ビート」 9월 - 9월 4일 - KUWATA BAND 「スキップ・ビート」 (6주 연속) - 9월 11일 - 1986 오메가 트라이브 「Super Chance」 - 9월 18일 - 키쿠치 모모코 「Say Yes!」 - 9월 25일 - 이시이 아케미 「CHA-CHA-CHA」 10월 - 10월 2일 - 이시이 아케미 「CHA-CHA-CHA」 - 10월 9일 - 이시이 아케미 「CHA-CHA-CHA」 (3주 연속) - 10월 16일 - 나카모리 아키나 「Fin」 - 10월 23일 - 나카모리 아키나 「Fin」 - 10월 30일 - 나카모리 아키나 「Fin」 (3주 연속) 11월 - 11월 6일 - 체커즈 「NANA」 - 11월 13일 - 체커즈 「NANA」 - 11월 20일 - 체커즈 「NANA」 - 11월 27일 - 체커즈 「NANA」 (4주 연속) 12월 - 12월 4일 - 스기야마 키요타카 「最後のHoly Night」 - 12월 11일 - 소년대 「バラードのように眠れ」 - 12월 18일 - 스기야마 키요타카 「最後のHoly Night」 - 12월 25일 - 스기야마 키요타카 「最後のHoly Night」 |

### 1987년
| 1월 - 1월 8일 - 스기야마 키요타카 「最後のHoly Night」 (3주 연속, 통산 4주) - 1월 15일 - 코이즈미 쿄코 「木枯しに抱かれて」 - 1월 22일 - 코이즈미 쿄코 「木枯しに抱かれて」 - 1월 29일 - 코이즈미 쿄코 「木枯しに抱かれて」 (3주 연속) 2월 - 2월 5일 - 콘도 마사히코 「愚か者」 - 2월 12일 - 요시 이쿠조 「雪國」 - 2월 19일 - 나카모리 아키나 「TANGO NOIR」 - 2월 26일 - 나카모리 아키나 「TANGO NOIR」 3월 - 3월 5일 - 나카모리 아키나 「TANGO NOIR」 - 3월 12일 - 나카모리 아키나 「TANGO NOIR」 - 3월 19일 - 나카모리 아키나 「TANGO NOIR」 (5주 연속) - 3월 26일 - 체커즈 「I Love you, SAYONARA」 4월 - 4월 2일 - 소년대 「stripe blue」 - 4월 9일 - 체커즈 「I Love you, SAYONARA」 - 4월 16일 - 체커즈 「I Love you, SAYONARA」 - 4월 23일 - 체커즈 「I Love you, SAYONARA」 (3주 연속, 통산 4주) - 4월 30일 - 미나미노 요코 「話しかけたかった」 5월 - 5월 7일 - 미나미노 요코 「話しかけたかった」 (2주 연속) - 5월 14일 - 마츠다 세이코 「Strawberry Time」 - 5월 21일 - 마츠다 세이코 「Strawberry Time」 - 5월 28일 - 마츠다 세이코 「Strawberry Time」 6월 - 6월 4일 - 마츠다 세이코 「Strawberry Time」 (4주 연속) - 6월 11일 - TUBE 「SUMMER DREAM」 - 6월 18일 - 나가부치 쓰요시 「ろくなもんじゃねえ」 - 6월 25일 - 나카모리 아키나 「BLONDE」 | 7월 - 7월 2일 - 나카모리 아키나 「BLONDE」 - 7월 9일 - 나카모리 아키나 「BLONDE」 (3주 연속) - 7월 16일 - 소년대 「君だけに」 - 7월 23일 - 소년대 「君だけに」 (2주 연속) - 7월 30일 - 체커즈 「WANDERER」 8월 - 8월 6일 - 체커즈 「WANDERER」 - 8월 13일 - 체커즈 「WANDERER」 - 8월 20일 - 체커즈 「WANDERER」 (4주 연속) - 8월 27일 - BOØWY 「Marionette」 9월 - 9월 3일 - BOØWY 「Marionette」 (2주 연속) - 9월 10일 - 히카루GENJI 「STAR LIGHT」 - 9월 17일 - 히카루GENJI 「STAR LIGHT」 - 9월 24일 - 히카루GENJI 「STAR LIGHT」 10월 - 10월 1일 - 히카루GENJI 「STAR LIGHT」 - 10월 8일 - 히카루GENJI 「STAR LIGHT」 - 10월 15일 - 히카루GENJI 「STAR LIGHT」 (6주 연속) - 10월 22일 - 나카모리 아키나 「難破船」 - 10월 29일 - 나카모리 아키나 「難破船」 11월 - 11월 5일 - 나카모리 아키나 「難破船」 - 11월 12일 - 나카모리 아키나 「難破船」 - 11월 19일 - 나카모리 아키나 「難破船」 (5주 연속) - 11월 26일 - 소년대 「ABC」 12월 - 12월 3일 - 소년대 「ABC」 - 12월 10일 - 소년대 「ABC」 (3주 연속) - 12월 17일 - 히카루GENJI 「ガラスの十代」 - 12월 24일 - 히카루GENJI 「ガラスの十代」 |

### 1988년
| 1월 - 1월 7일 - 히카루GENJI 「ガラスの十代」 - 1월 14일 - 히카루GENJI 「ガラスの十代」 - 1월 21일 - 히카루GENJI 「ガラスの十代」 - 1월 28일 - 히카루GENJI 「ガラスの十代」 2월 - 2월 4일 - 히카루GENJI 「ガラスの十代」 - 2월 11일 - 히카루GENJI 「ガラスの十代」 (8주 연속) - 2월 18일 - 나카모리 아키나 「AL-MAUJ」 - 2월 25일 - 나카모리 아키나 「AL-MAUJ」 3월 - 3월 3일 - 나카모리 아키나 「AL-MAUJ」 (3주 연속) - 3월 10일 - 나가부치 쓰요시 「乾杯」 - 3월 17일 - 나가부치 쓰요시 「乾杯」 - 3월 24일 - 나가부치 쓰요시 「乾杯」 (3주 연속) - 3월 31일 - 히카루GENJI 「パラダイス銀河」 4월 - 4월 7일 - 히카루GENJI 「パラダイス銀河」 - 4월 14일 - 히카루GENJI 「パラダイス銀河」 - 4월 21일 - 히카루GENJI 「パラダイス銀河」 - 4월 28일 - 히카루GENJI 「パラダイス銀河」 5월 - 5월 5일 - 히카루GENJI 「パラダイス銀河」 - 5월 12일 - 히카루GENJI 「パラダイス銀河」 (7주 연속) - 5월 19일 - 타하라 토시히코 「抱きしめてTONIGHT」 - 5월 26일 - 아사카 유이 「C-Girl」 6월 - 6월 2일 - 타하라 토시히코 「抱きしめてTONIGHT」 - 6월 9일 - 타하라 토시히코 「抱きしめてTONIGHT」 (2주 연속, 통산 3주) - 6월 16일 - 나카모리 아키나 「TATTOO」 - 6월 23일 - 나카모리 아키나 「TATTOO」 (2주 연속) - 6월 30일 - 타하라 토시히코 「抱きしめてTONIGHT」 (통산 4주) | 7월 - 7월 7일 - 히카루GENJI 「Diamondハリケーン」 - 7월 14일 - 히카루GENJI 「Diamondハリケーン」 - 7월 21일 - 히카루GENJI 「Diamondハリケーン」 (3주 연속) - 7월 28일 - 소년대 「What's your name?」 8월 - 8월 4일 - 히카루GENJI 「Diamondハリケーン」 - 8월 11일 - 히카루GENJI 「Diamondハリケーン」 (2주 연속, 통산 5주) - 8월 18일 - 나카야마 미호 「人魚姫」 - 8월 25일 - 히무로 교스케 「ANGEL」 9월 - 9월 1일 - 나카야마 미호 「人魚姫」 - 9월 8일 - 히무로 교스케 「ANGEL」 (통산 2주) - 9월 15일 - 나카야마 미호 「人魚姫」 (통산 3주) - 9월 22일 - 쿠도 시즈카 「MUGO・ん…色っぽい」 - 9월 29일 - 쿠도 시즈카 「MUGO・ん…色っぽい」 (2주 연속) 10월 - 10월 6일 - 오토코구미 「DAYBREAK」 - 10월 13일 - 오토코구미 「DAYBREAK」 (2주 연속) - 10월 20일 - 쿠도 시즈카 「MUGO・ん…色っぽい」 (통산 3주) - 10월 27일 - 히카루GENJI 「剣の舞」 11월 - 11월 3일 - 히카루GENJI 「剣の舞」 - 11월 10일 - 히카루GENJI 「剣の舞」 - 11월 17일 - 히카루GENJI 「剣の舞」 (4주 연속) - 11월 24일 - 나가부치 쓰요시 「とんぼ」 12월 - 12월 1일 - 나가부치 쓰요시 「とんぼ」 - 12월 8일 - 나가부치 쓰요시 「とんぼ」 - 12월 15일 - 나가부치 쓰요시 「とんぼ」 (4주 연속) - 12월 22일 - 소년대 「じれったいね」 - 12월 29일 - 나가부치 쓰요시 「とんぼ」 |

### 1989년
| 1월 - 1월 5일 - 나가부치 쓰요시 「とんぼ」 - 1월 12일 - 나가부치 쓰요시 「とんぼ」 (3주 연속, 통산 7주) - 1월 19일 - 오토코구미 「秋」 - 1월 26일 - 오토코구미 「秋」 (2주 연속) 2월 - 2월 2일 - 쿠도 시즈카 「恋一夜」 - 2월 9일 - 쿠도 시즈카 「恋一夜」 - 2월 16일 - 쿠도 시즈카 「恋一夜」 - 2월 23일 - 쿠도 시즈카 「恋一夜」 (4주 연속) 3월 - 3월 2일 - Wink 「愛が止まらない 〜Turn It Into Love〜」 - 3월 9일 - 쿠도 시즈카 「恋一夜」 - 3월 16일 - 쿠도 시즈카 「恋一夜」 (2주 연속, 통산 6주) - 3월 23일 - 오토코구미 「TIME ZONE」 - 3월 30일 - 오토코구미 「TIME ZONE」 (2주 연속) 4월 - 4월 6일 - 히카루GENJI 「地球をさがして」 - 4월 13일 - 히카루GENJI 「地球をさがして」 - 4월 20일 - 히카루GENJI 「地球をさがして」 (3주 연속) - 4월 27일 - Wink 「涙をみせないで 〜Boys Don't Cry〜」 5월 - 5월 4일 - 타하라 토시히코 「ごめんよ涙」 - 5월 11일 - 타하라 토시히코 「ごめんよ涙」 - 5월 18일 - 타하라 토시히코 「ごめんよ涙」 - 5월 25일 - 타하라 토시히코 「ごめんよ涙」 (4주 연속) 6월 - 6월 1일 - 쿠도 시즈카 「嵐の素顔」 - 6월 8일 - 쿠도 시즈카 「嵐の素顔」 - 6월 15일 - 쿠도 시즈카 「嵐の素顔」 - 6월 22일 - 쿠도 시즈카 「嵐の素顔」 (4주 연속) - 6월 29일 - 프린세스 프린세스 「Diamonds」 | 7월 - 7월 6일 - 소년대 「まいったネ今夜」 - 7월 13일 - 소년대 「まいったネ今夜」 - 7월 20일 - 소년대 「まいったネ今夜」 (3주 연속) - 7월 27일 - Wink 「淋しい熱帯魚」 8월 - 8월 3일 - Wink 「淋しい熱帯魚」 (2주 연속) - 8월 10일 - 히카루GENJI 「太陽がいっぱい」 - 8월 17일 - 히카루GENJI 「太陽がいっぱい」 - 8월 24일 - 히카루GENJI 「太陽がいっぱい」 - 8월 31일 - 히카루GENJI 「太陽がいっぱい」 9월 - 9월 7일 - 히카루GENJI 「太陽がいっぱい」 - 9월 14일 - 히카루GENJI 「太陽がいっぱい」 - 9월 21일 - 히카루GENJI 「太陽がいっぱい」 (7주 연속) - 9월 28일 - 쿠도 시즈카 「黄砂に吹かれて」 (방송 종료) |

## 연간 베스트텐 1위
| 연도          | 제목                                 | 가수                     |
| ------------- | ------------------------------------ | ------------------------ |
| 1978년        | 銃爪                                 | 세라 마사노리 & 트위스트 |
| 1979년        | おもいで酒                           | 고바야시 사치코          |
| 1980년        | 倖せさがして                         | 이츠키 히로시            |
| 1981년        | ルビーの指環                         | 테라오 아키라            |
| 1982년        | 北酒場                               | 호소카와 타카시          |
| 1983년        | 矢切の渡し                           | 호소카와 타카시          |
| 1984년        | 長良川艶歌                           | 이츠키 히로시            |
| 1985년        | 悲しみにさよなら                     | 안전지대                 |
| 1986년        | BAN BAN BAN                          | KUWATA BAND              |
| 1987년        | 追憶                                 | 이츠키 히로시            |
| 1988년        | 抱きしめてTONIGHT                    | 타하라 토시히코          |
| 1989년 상반기 | 愛が止まらない 〜Turn It Into Love〜 | Wink                     |

## 같이 보기
- 밤의 히트 스튜디오